# آی‌ای‌سی

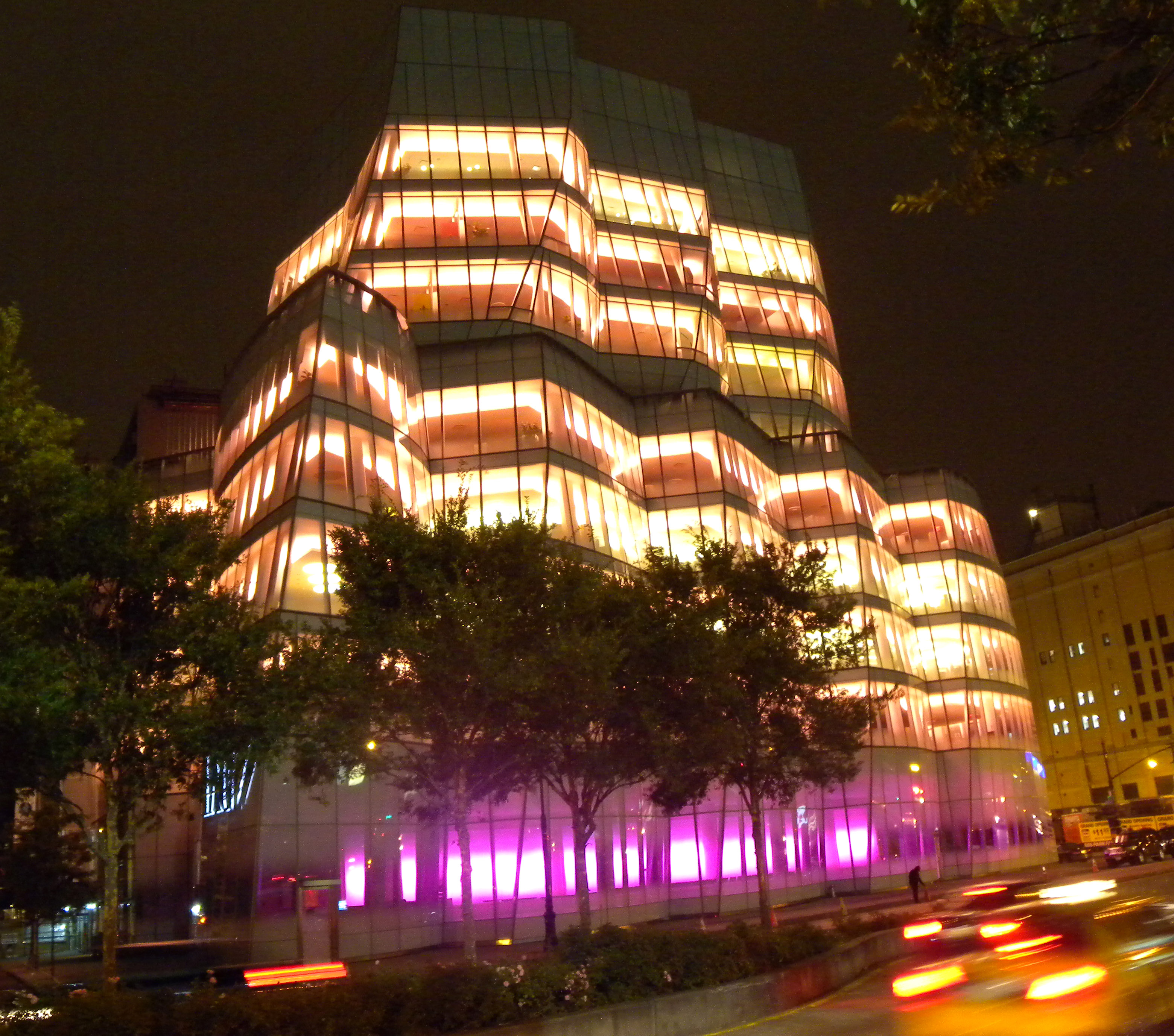
دفتر مرکزی آی‌ای‌سی در نیویورک در ایالات متحده آمریکا

اینتر اکتیو کورپوریشن (به انگلیسی: IAC/InterActiveCorp) یک شرکت اینترنتی آمریکایی می‌باشد که صاحب ۵۰ نام تجاری در ۴۰ کشوراست که دفتر مرکزی آن ساختمان آی ای سی در شهر نیویورک می‌باشد.
بری دیلر رئیس هیئت مدیره و مدیر اجرایی گروه اینتر اکتیو می‌باشد.
درآپریل ۲۰۱۱، این شرکت همکاری خود را با گوگل گسترش داد و تمامی تبلیغات از طریق جستجوهایی که در وبسایت‌های زیر مجموعهٔ این شرکت مانند اسک دات کام و بقیه صورت می‌گیرد را به گوگل سپرد. این معامله، درآمد ۳٫۵ میلیون دلاری را عاید اینتر اکتیو کرده کرده‌است.
در ۱۴ فوریهٔ ۲۰۱۲، اینتر اکتیو سرویس تلویزیون اینترنتی خود با نام آئِرئو (به انگلیسی: Aereo) را تأسیس نمود.